# Eloy Calvo Capellín
Eloy Calvo Capellín (Campo de Caso, Asturias, España, 1924 — Pamplona, Navarra, España, 9 de diciembre de 2008) fue el primer presidente del Real Sporting de Gijón tras su conversión en sociedad anónima deportiva. Anteriormente había sido miembro, entre 1986 y 1989, de la junta directiva presidida por Ramón Muñoz Fernández.

## Biografía
Nació en el concejo de Caso en 1924. A los catorce años ingresó en la entidad Banesto y pasó de ser botones a director de sucursal, llegando a jubilarse en el banco. Tras abandonar Banesto, inició su faceta de empresario, primero como fundador de Construcciones San Bernardo y, más tarde, de Asprusa, junto con Eliseo Soto. Durante esos años fue vicepresidente de la Asociación de Promotores y Constructores de Edificios Urbanos (ASPROCON), accediendo más adelante a la presidencia del Sporting, el día 5 de septiembre de 1992. Fue elegido en la primera junta general de accionistas del Real Sporting de Gijón S. A. D., entidad de la que se había convertido en accionista durante la conversión del club en sociedad anónima deportiva ese mismo año, al igual que la mayoría de miembros de Asprocon.  El primer consejo de administración que presidió estaba formado además por Manuel Calvo Pumpido, Manuel Cosío Meana, Florentino Fano Rodríguez, Ángel García Flórez, Luis Mitre Andrés, Pedro Morán Quirós, Alberto Menéndez Rúa, José Luis Fernández-Avello García, Luis Fernando Menéndez Fernández, Juan Silvestre García Fernández, Alejandro Fernández-Nespral Baragaño, Cándido Cueto Gutiérrez, Octavio Alonso Canal, Eliseo Soto Fernández y José Fernández Álvarez.
Falleció el 9 de diciembre de 2008, a la edad de ochenta y cuatro años, cuando luchaba en Pamplona contra una enfermedad.

## Vida privada
Casado con María Luisa Carvajal, una mujer de la que él decía: Hay pocos hombres que valoren tanto a su mujer como yo a la mía, era un católico confeso.